# Fort Atkinson (Iowa)
Fort Atkinson ist eine Stadt (mit dem Status „City“) im Winneshiek County im US-amerikanischen Bundesstaat Iowa. Im Jahr 2010 hatte Fort Atkinson 349 Einwohner, deren Zahl sich bis 2013 auf 340 verringerte. Das U.S. Census Bureau hat bei der Volkszählung 2020 eine Einwohnerzahl von 312 ermittelt.

## Geografie
Fort Atkinson liegt im mittleren Nordosten Iowas am Turkey River, einem rechten Nebenfluss des Mississippi. Dieser bildet rund 75 km östlich die Grenze Iowas zu Wisconsin; nach Minnesota sind es rund 50 km in nördlicher Richtung.
Fort Atkinson liegt in der Driftless Area genannten eiszeitlich geformten Region, die sich über das südöstliche Minnesota, das südwestliche Wisconsin, das nordöstliche Iowa und das äußerste nordwestliche Illinois erstreckt. Bei der letzten Eiszeit, der so genannten Wisconsin Glaciation, blieb die Region eisfrei, sodass sich die Flusstäler auch während dieser Zeit tiefer in das Plateau einschneiden konnten.
Die geografischen Koordinaten von Fort Atkinson sind 43°08′36″ nördlicher Breite und 91°55′58″ westlicher Länge. Die Stadt erstreckt sich über eine Fläche von 0,8 km² und liegt innerhalb der Washington Township.
Nachbarorte von Fort Atkinson sind Calmar (7,9 km nordöstlich), Ossian (17,3 km östlich), West Union (26,6 km südsüdöstlich), Saint Lucas (9,3 km südlich), Waucoma (16,3 km südwestlich), Lawler (21,5 km westsüdwestlich), Protivin (20,2 km nordwestlich) und Spillville (9,2 km nordnordwestlich).
Die nächstgelegenen größeren Städte sind La Crosse in Wisconsin (114 km nordöstlich), Wisconsins Hauptstadt Madison (239 km östlich), Dubuque an der Schnittstelle der Staaten Iowa, Wisconsin und Illinois (157 km südöstlich), die Quad Cities in Iowa und Illinois (279 km in der gleichen Richtung), Cedar Rapids (153 km südlich), Waterloo (99,5 km südsüdwestlich), Iowas Hauptstadt Des Moines (280 km in der gleichen Richtung), Rochester in Minnesota (137 km nordnordwestlich) und die Twin Cities in Minnesota (Minneapolis und Saint Paul) (266 km in der gleichen Richtung).

## Verkehr
Der Iowa State Highway 24 führt in Nordost-Südwest-Richtung durch das Stadtgebiet von Fort Atkinson. Alle weiteren Straßen sind untergeordnete Landstraßen, teils unbefestigte Fahrwege sowie innerörtliche Verbindungsstraßen.
Parallel zum IA 24 führt eine Eisenbahnlinie für den Frachtverkehr der Canadian Pacific Railway (CP) durch das Stadtgebiet von Fort Atkinson.
Mit dem George L. Scott Municipal Airport bei West Union befindet sich 26 km südöstlich ein kleiner Flugplatz. Der nächste Verkehrsflughafen ist der 99 km südsüdwestlich gelegene Waterloo Regional Airport, von wo aus durch Zubringerflüge Anschluss an den Großflughäfen Chicago O’Hare besteht.

## Geschichte
Fort Atkinson wurde von Mai 1840 bis Sommer 1842 erbaut, um den Indianerstamm der Ho-Chunk (auch Winnebago genannt) im Zuge ihrer Ausquartierung aus Wisconsin zu schützen. Die US Army übergab das Fort an eine Freiwilligenarmee von Iowa, als die Truppen für den (von 1846 bis 1848 stattgefundenen) Mexikanisch-Amerikanischen Krieg benötigt wurden. Die Ho-Chunk wurden im Jahr 1848 ebenfalls wieder aus Iowa vertrieben und weiter westlich angesiedelt. Nachdem Fort Atkinson seine Bedeutung verloren hatte, wurde es als Militärposten am 14. Februar 1849 aufgegeben.
Durch die inzwischen angesiedelten  Zivilisten bestand der Ort jedoch weiter. An das Eisenbahnnetz wurde Fort Atkinson 1869 angeschlossen; die erste Schule wurde im Jahr 1870 eröffnet. Im 1895 wurde Fort Atkinson als selbstständige Kommune inkorporiert.
Das Areal des früheren Forts ist als Fort Atkinson State Preserve im National Register of Historic Places registriert und hat den Status eines State Parks.

## Bevölkerung
Nach der Volkszählung im Jahr 2010 lebten in Fort Atkinson 349 Menschen in 160 Haushalten. Die Bevölkerungsdichte betrug 436,3 Einwohner pro Quadratkilometer. In den 160 Haushalten lebten statistisch je 2,18 Personen.
Ethnisch betrachtet bestand die Bevölkerung mit sieben Ausnahmen nur aus Weißen. Unabhängig von der ethnischen Zugehörigkeit waren 3,2 Prozent der Bevölkerung spanischer oder lateinamerikanischer Abstammung.
20,3 Prozent der Bevölkerung waren unter 18 Jahre alt, 54,5 Prozent waren zwischen 18 und 64 und 25,2 Prozent waren 65 Jahre oder älter. 50,4 Prozent der Bevölkerung waren weiblich.
Das mittlere jährliche Einkommen eines Haushalts lag bei 38.750 USD. Das Pro-Kopf-Einkommen betrug 22.499 USD. 6,0 Prozent der Einwohner lebten unterhalb der Armutsgrenze.